# Ceratonereis lizardensis
Ceratonereis lizardensis är en ringmaskart som beskrevs av Ben-Eliahu, Hutchings och Glasby 1984. Ceratonereis lizardensis ingår i släktet Ceratonereis och familjen Nereididae. Inga underarter finns listade i Catalogue of Life.